# Henry Evelyn Bliss
Pour les articles homonymes, voir Bliss.
Henry Evelyn Bliss (29 janvier 1870 - 9 août 1955) est un bibliothécaire américain. Il est entre autres l’inventeur d’un système de classement documentaire connu sous le nom de Bibliographic Classification ( B.C, aussi appelée Bliss Classification).

## Biographie
Henry Evelyn Bliss est né le 29 janvier 1870 à New York. Il est le fils d’Evalina Matilda Davis et d’Henry H. Bliss, dont la postérité retiendra qu’il fut le premier Américain à périr dans un accident de la route. Après avoir fait ses études au City College of New York, il devient bibliothécaire dans ce même collège, poste qu’il occupera durant cinquante ans (passant du statut de « Deputy Librarian » à celui de « Head of Departmental Librairies » puis à celui d’ « Associate Librairian »). 
Dès 1902, il s’attèle à son grand projet de classification alternative, qu’il tente d’abord d’expérimenter sur le fonds documentaire du City Collège. En 1908, il a déjà reclassé plus de 60000 livres à l’aune de sa nouvelle méthode ! En 1935 (deux après la Colon Classification de Ranganathan, autre modèle de classification dit « à facettes »), Bliss publie A system of Bibliographic Classification, ouvrage dans lequel il synthétise sa pensée et pose les bases de son travail à venir. Mais ce n’est qu’en 1940 que paraîtra le premier volume de sa Bibliographic Classification, qui en comptera quatre au total. 
Bliss s’éteint en 1955. Ranganathan lui rendra un vibrant hommage dans sa nécrologie, écrivant que Bliss  « mort subitement, continuera à vivre à travers ses écrits sur la bibliothéconomie et sera une source d’inspiration pour les générations de bibliothécaires et d’étudiants en théorie classificatoire ».

## LaBibliographic Classification
Bliss développa sa méthode en rupture avec les systèmes de classifications traditionnels, qu’il jugeait incomplets voire obsolètes. Il reproche entre autres à la Classification décimale de Dewey et à la Classification décimale universelle leur cloisonnement disciplinaire et leur mode de référencement vertical, qui limitent les passerelles entre les classes de savoirs et interdisent la transdisciplinarité. Bliss affirme en outre que l’édiction d’une classification documentaire doit faire l’objet d’un consensus scientifique et pédagogique. 
La Bibliographic Classification, qu’il met au point de 1940 à 1953, compte 22 classes principales, possédant chacune des subdivisions spécifiques. Bliss y adjoint des tables auxiliaires, à l’instar de la CDU. Un tableau synoptique résume les relations logiques entre les sujets. La transversalité et la flexibilité y sont privilégiées. Tout comme la Colon Classification de Ranganathan, on parle de système analytico-synthétique ou multidimensionnel, à l’inverse des classifications Dewey ou CDU, considérées comme mono-hiérarchiques. L’agencement entre les classes de savoirs est en outre organisé de manière graduelle, chaque discipline dérivant autant que possible de la précédente (philosophie ⇒ logique ⇒ mathématique ⇒ physique/chimie, etc.).

## Postérité
Même si le système de Bliss n’a pas connu le succès escompté aux États-Unis, le City College of New York a continué de l’utiliser jusqu’en 1967, avant d’adopter la classification de la Bibliothèque du Congrès.
A contrario, en Grande-Bretagne, la classification de Bliss a connu une bien meilleure fortune. Au milieu des années cinquante, le système était utilisé par une soixantaine de bibliothèques, et par une centaine dans les années soixante-dix.
La première classification de Bliss (BC1) a en outre été reprise et retravaillée par le Classification Resarch Group dans le but d’aboutir à une nouvelle version (BC2, premiers tomes parus en 1977).

## Publications
- The Organization of Knowledge and the System of the Sciences, 1929
- The Organization of Knowledge in Libraries, 1933
- A system of Bibliographic Classification, 1935
- A Bibliographic Classification Extended by Systematic Auxiliary Schedules for Composite Specification and Notation, quatre volumes de 1940 à 1953